# Los desposorios de la Virgen

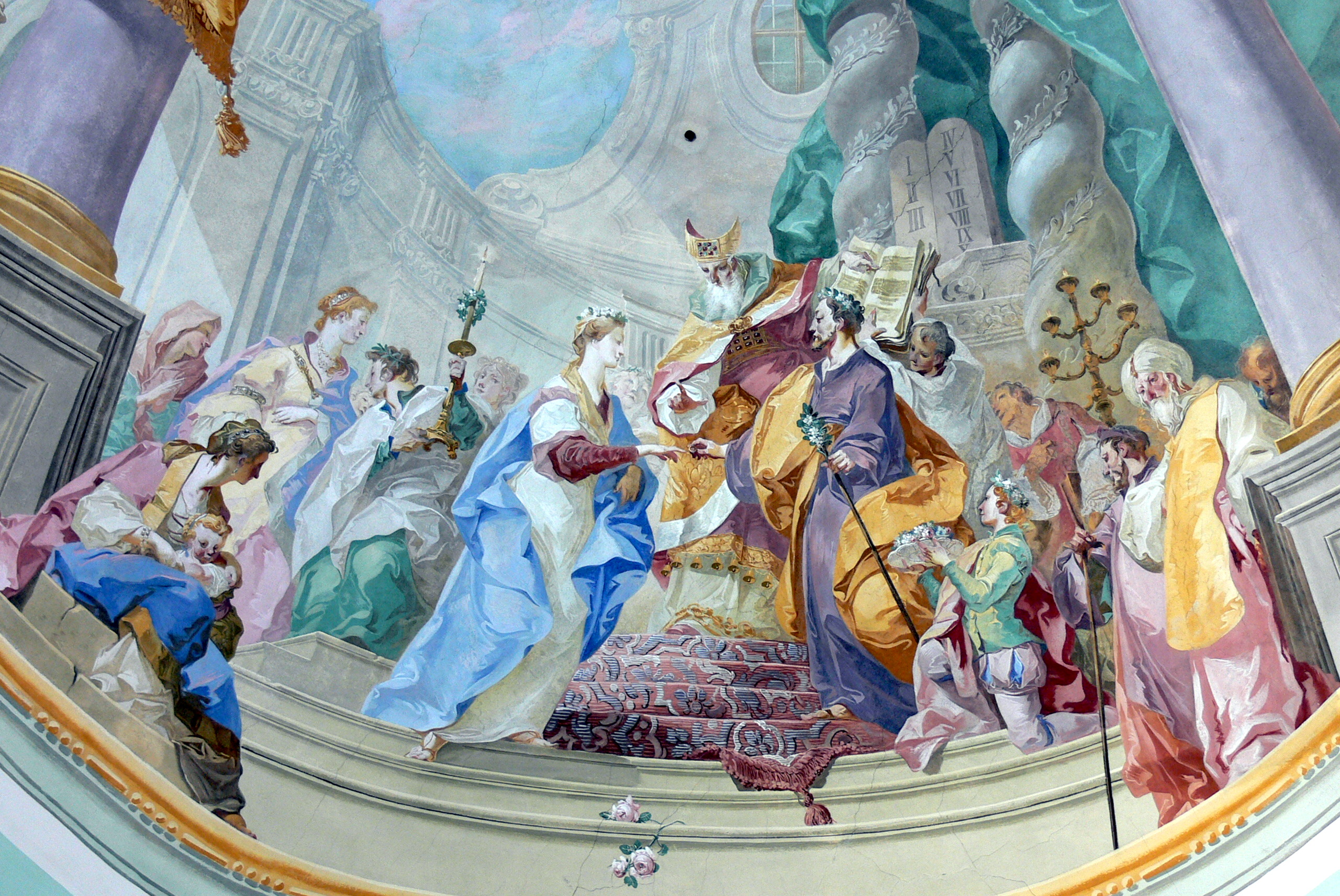
Detalle de los frescos de la basílica de Kleinmariazell, de Johann Baptist Wenzel Bergl, 1765.

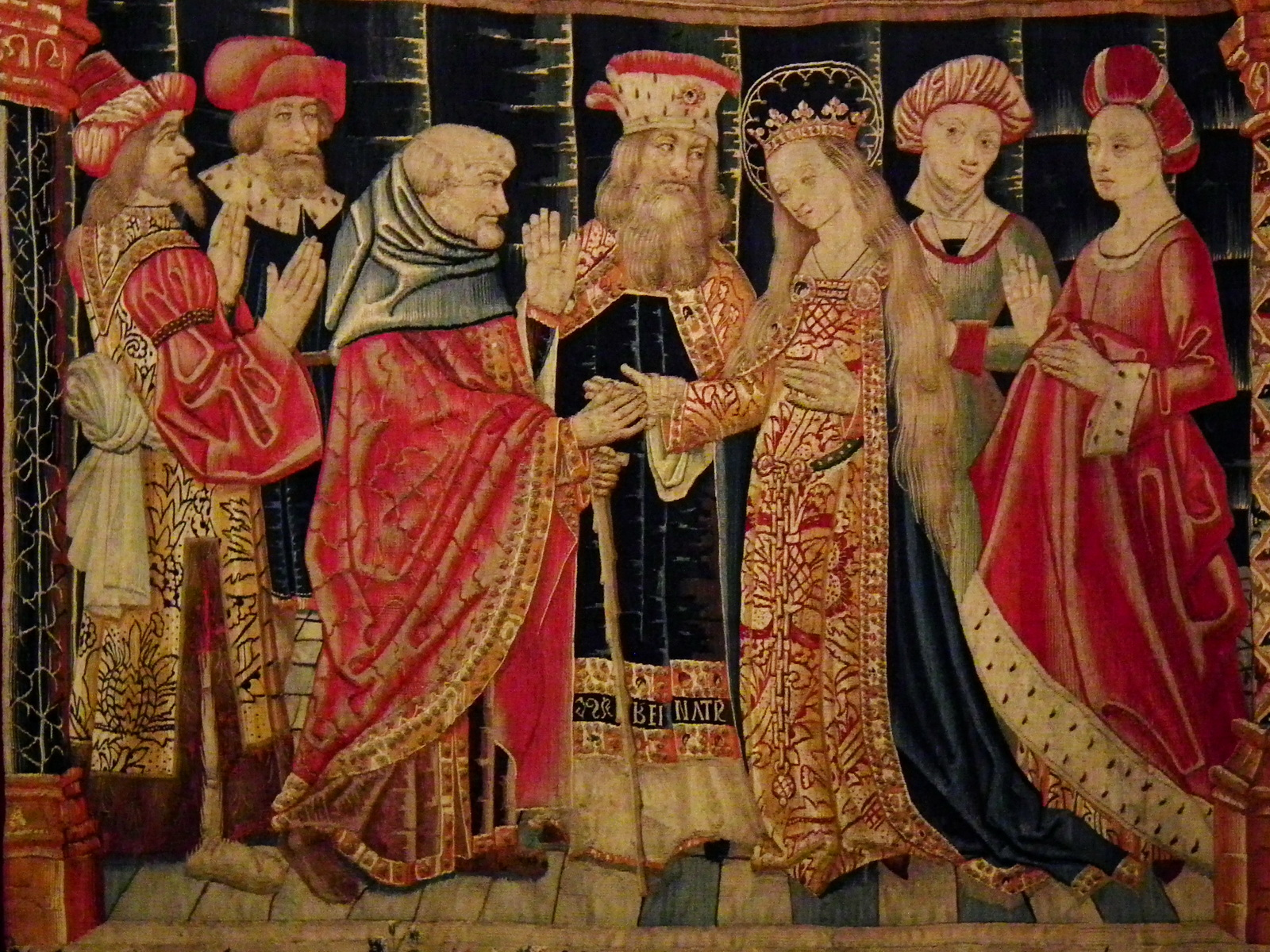
Tapiz de la colegiata de Nuestra Señora de Beaune.

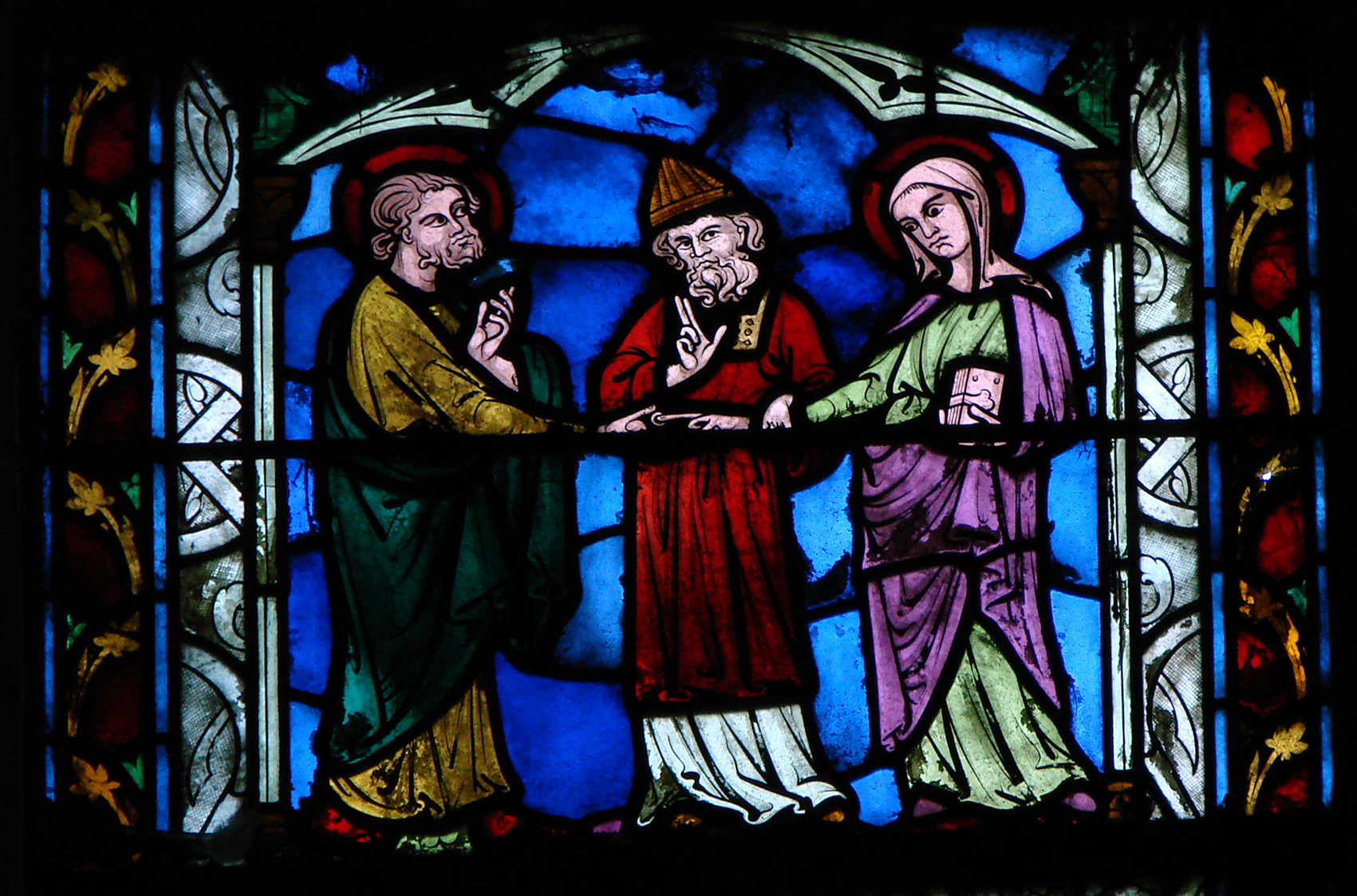
Vidriera de la basílica de Saint-Urbain de Troyes.

Los desposorios de la Virgen es la denominación convencional de un tema frecuente del arte cristiano, que representa el enlace matrimonial entre la Virgen María y San José. La escena no aparece en los evangelios canónicos, pero sí en varios de los evangelios apócrifos y otras fuentes posteriores, particularmente en la Leyenda Áurea de Jacopo da Voragine. No ha sido incluido en el calendario romano general como otras escenas que han dado origen a festividades.
En la tradición de la iglesia oriental se representa una escena con muy similar iconografía, pero el tema se denomina "encomendación de María a José", donde lo que ocurre es que las autoridades del templo confían a la doncella a José para que la custodie (implicando la continuidad de su virginidad, protegida por la ancianidad de José —en algunas fuentes se indica su condición de viudo—). En la tradición de la iglesia occidental se representa una escena de boda, incluyendo un cortejo nupcial, especialmente en las versiones más antiguas. La figura de José se representa con su atributo identificativo: el bastón o vara florecida.

## Leyenda Áurea
La Leyenda Áurea, que deriva del Pseudo-Mateo, recoge que María, tras pasar varios años en el Templo de Jerusalén (véase el episodio anterior: Presentación de María), llegó a una edad, catorce años, en que los sacerdotes consideraban impropio que continuara, con lo que se convocó un certamen al que debían acudir todos los varones de la casa de David en disposición de contraer matrimonio. Entre ellos, a pesar de su mucha mayor edad, estaba San José. Se les ordenó traer una vara de almendro o bastón y que la dejaran ante el altar, de forma que la que floreciera sería quien obtendría a la doncella. El Espíritu Santo descendió en forma de paloma sobre la vara de José y fue ésta la que floreció. No queda claro si la escena ocurre antes o después de la Anunciación; en el Pseudo-Mateo, la fuente más común en Occidente, los desposorios son anteriores, mientras que en el Evangelio de Santiago son posteriores.
Frescos de la capilla de los Scrovegni, de Giotto

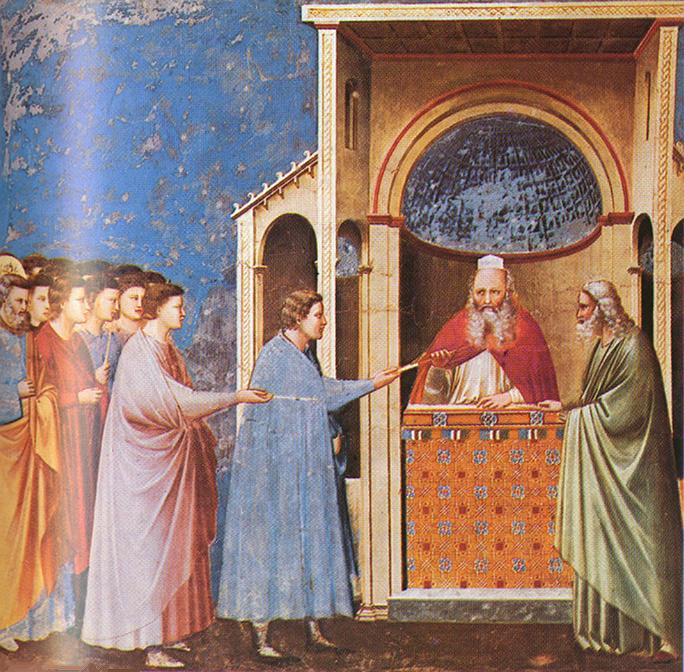
Entrega de las varas en el Templo.
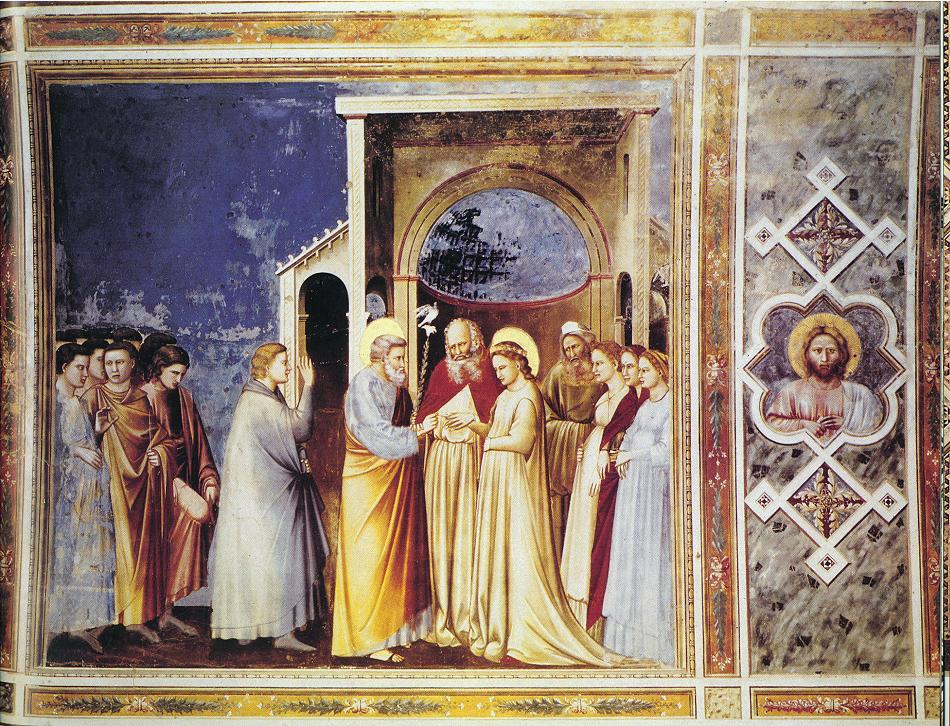
Los desposorios.
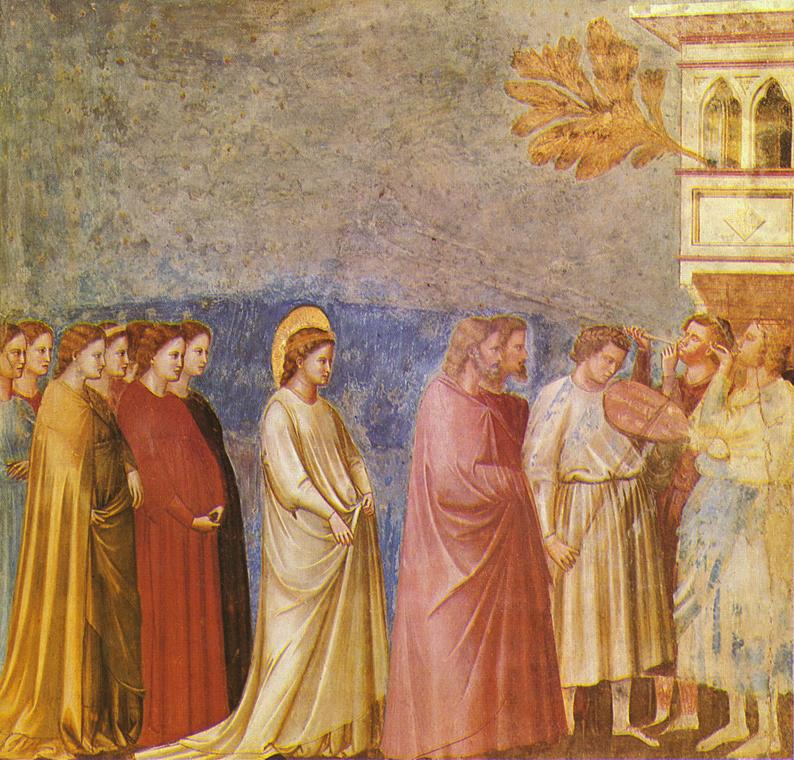
Cortejo nupcial.

## Iconografía
La escena fue un componente común de los ciclos de la Vida de la Virgen, muy frecuentes especialmente en la Edad Media; aunque no se encuentra en los ciclos típicos de los libros de horas.
En los siglos XIV y XV (Trecento y Quattrocento en Italia, Gótico final y Renacimiento inicial) fueron destacadas las obras Giotto (frescos de la capilla Scrovegni, ca. 1305), Bernardo Daddi (predela del Políptico de San Pancracio, 1338, actualmente en la Royal Collection), Niccolò di Buonaccorso (ca. 1370-1388), Lorenzo Monaco (frescos de la capilla Bartolini Salimbeni en Santa Trinità de Florencia, ca. 1420-1424), Robert Campin (ca. 1428, Museo del Prado), Fra Angelico (dos versiones, años 1430), el maestro anónimo alemán llamado Maestro de la Vida de la Virgen y Domenico Ghirlandaio (1485-90, en la Capilla Tornabuoni).

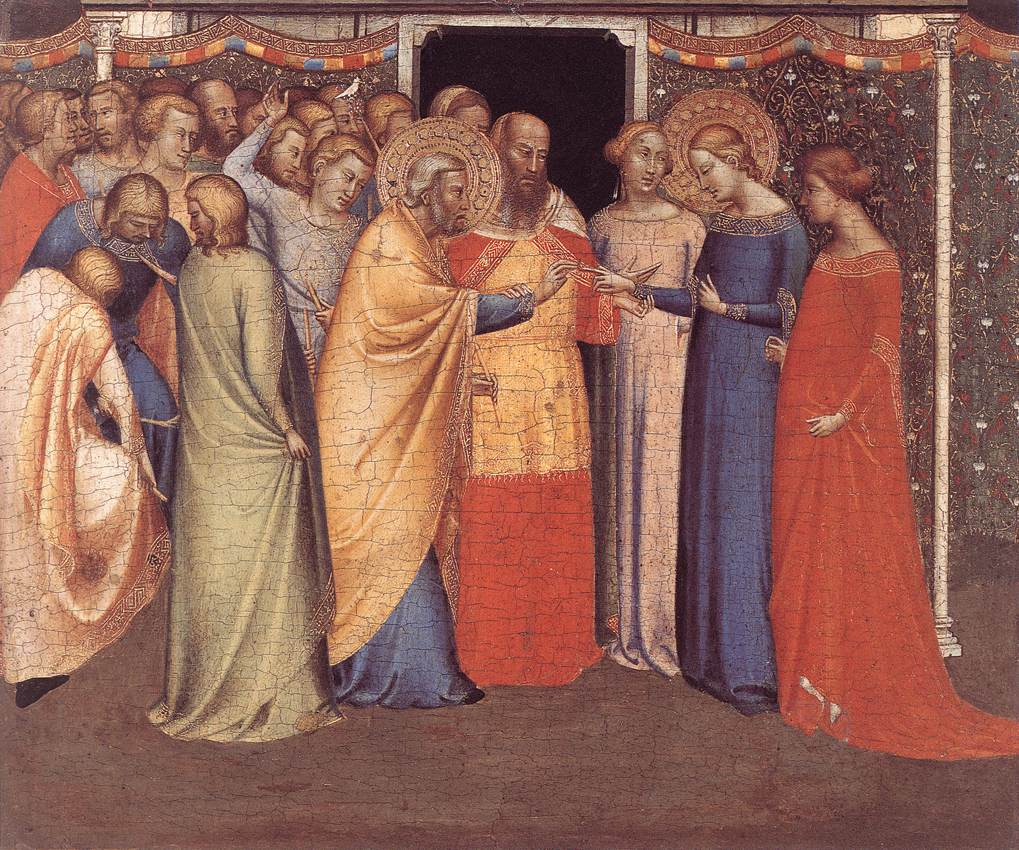
Bernardo Daddi.
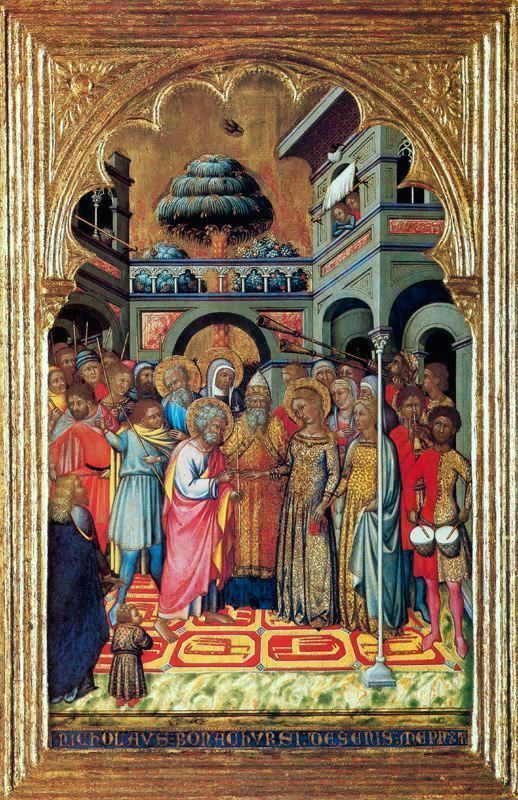
Niccolò di Buonaccorso.
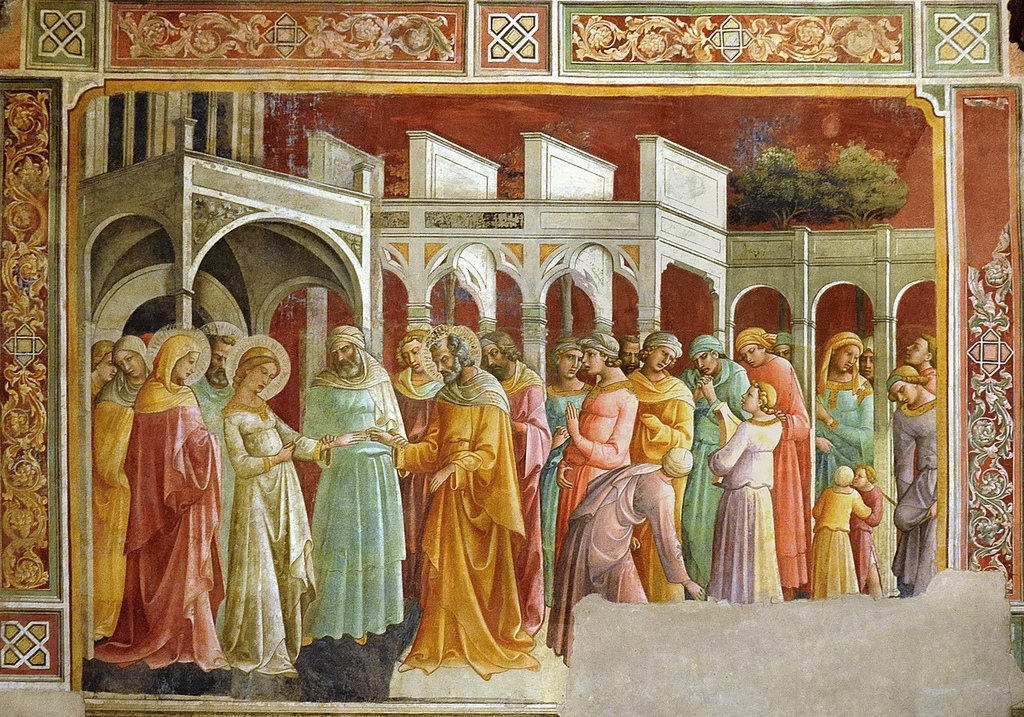
Lorenzo Monaco.
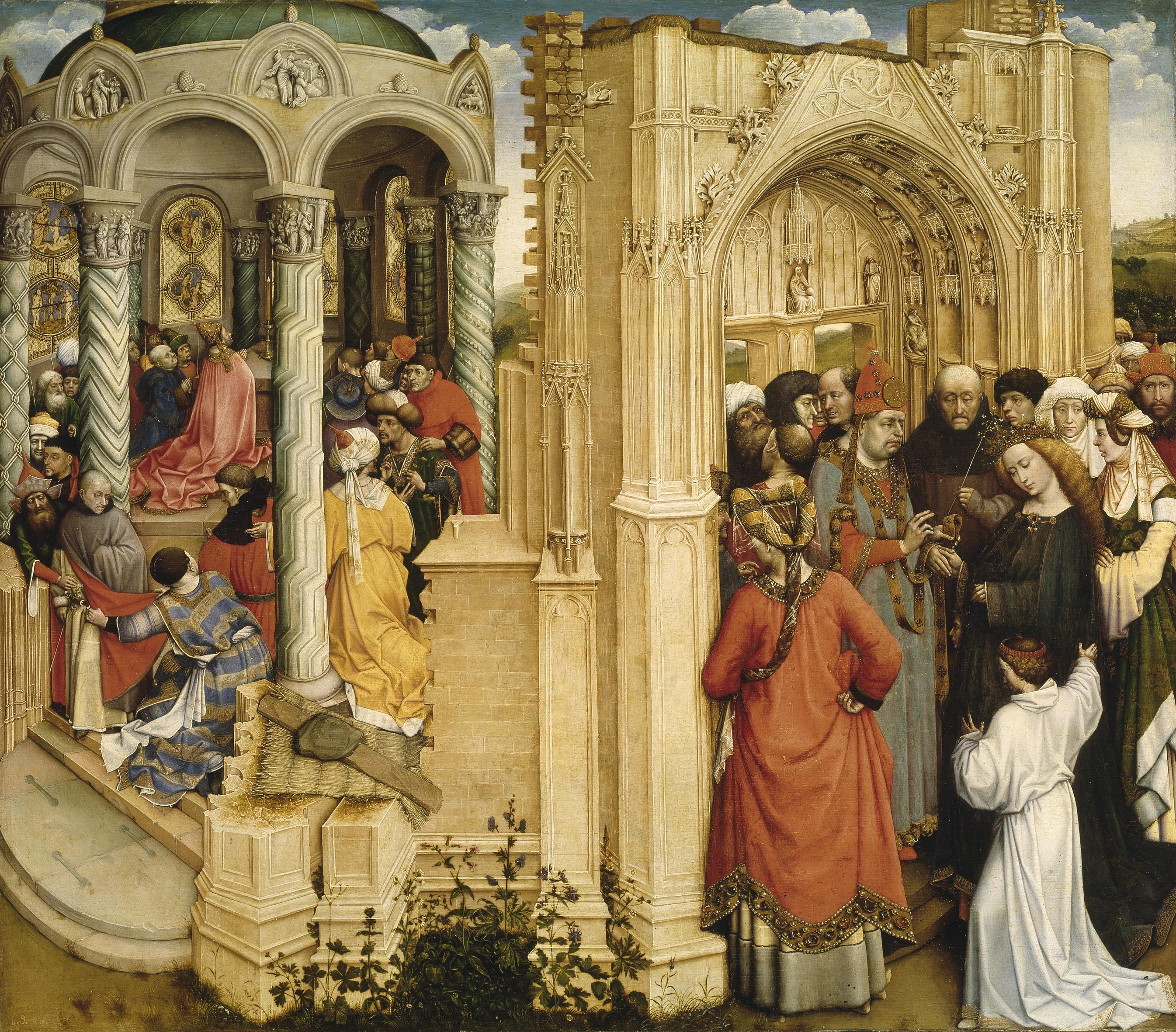
Robert Campin.
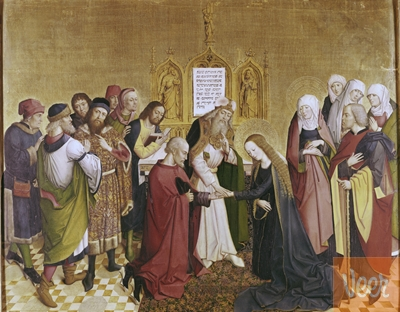
Maestro de la Vida de la Virgen.
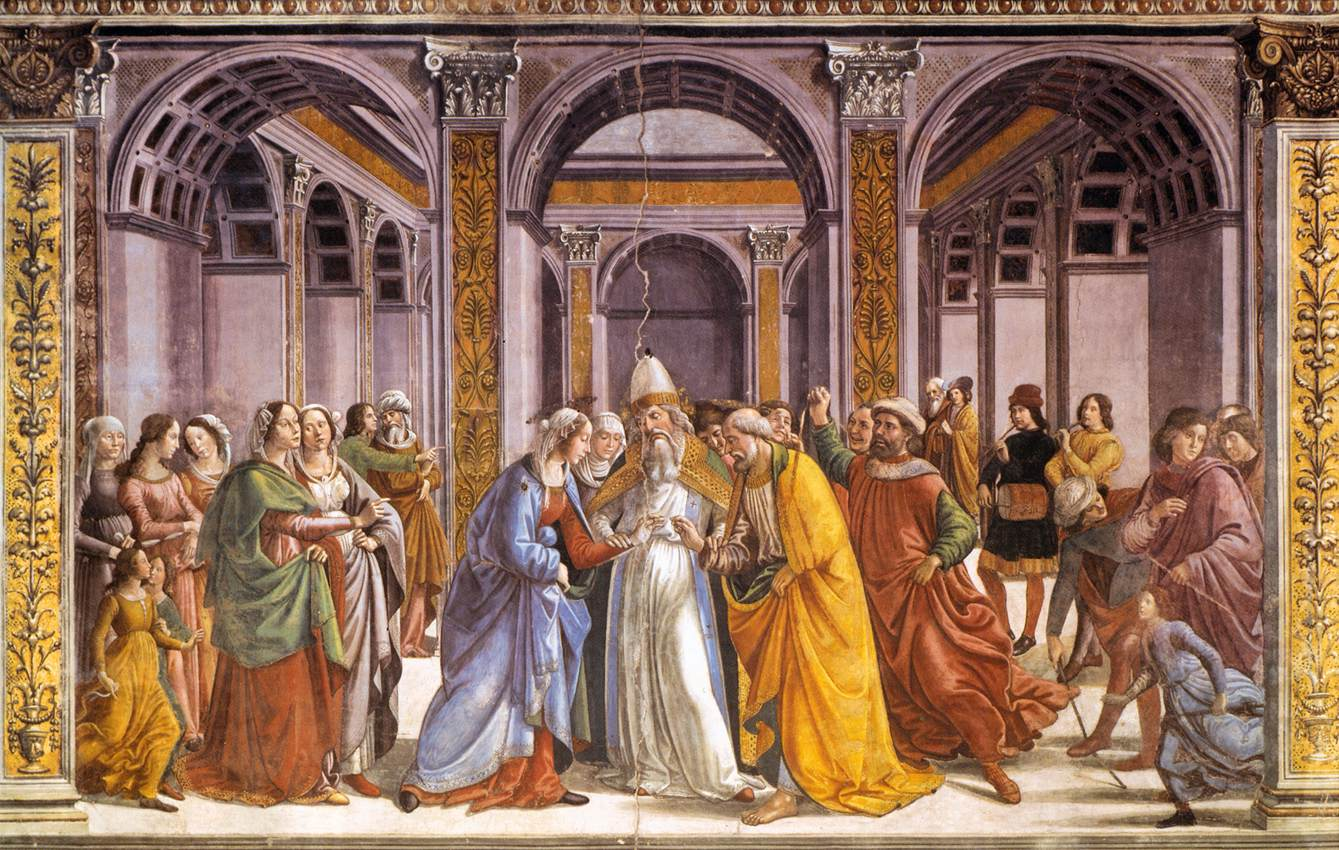
Ghirlandaio.

A comienzos del siglo XVI gran importancia tuvieron las obras de Perugino (ca. 1500-1504 -véase artículo sobre la obra-), y Rafael Sanzio (1504 -véase artículo sobre la obra-), con casi idéntico formato y planteamiento, pero sutiles diferencias. En ambos casos un grupo de figuras de marcada simetría y equilibrios compositivos se dispone ante un paisaje urbano utópico; pero el punto de vista varía (a la altura de los ojos de los protagonistas en el caso de Perugino, más elevado en el de Rafael), así como el diseño de la arquitectura (que recuerda las plantas centralizadas que en la época ejecutaba Bramante -tempietto de San Pietro in Montorio-). Las poses y actitudes son más rígidas en el primero, más relajadas en el segundo.
|  |  |

En los siglos XVI y XVII (Renacimiento pleno, Manierismo y Barroco) el tema fue tratado por Franciabigio (en la Santissima Annunziata de Florencia), Domenico Beccafumi (ca. 1517-1518), Rosso Fiorentino (1523), Lodovico Carracci (ca. 1587), Veronés (en la iglesia de San Polo de Venecia), Ventura Salimbeni (1613, su última obra), Pieter van Lint (1640, catedral de Amberes), Tiburzio Baldini, Alfonso Rivarola, Francesco Caccianiga, Niccolò Berrettoni Giovanni Jacopo Caraglio, Filippo Bellini, Giulio Cesare Milani, Giacomo di Castro, o Luca Giordano (ca. 1688).

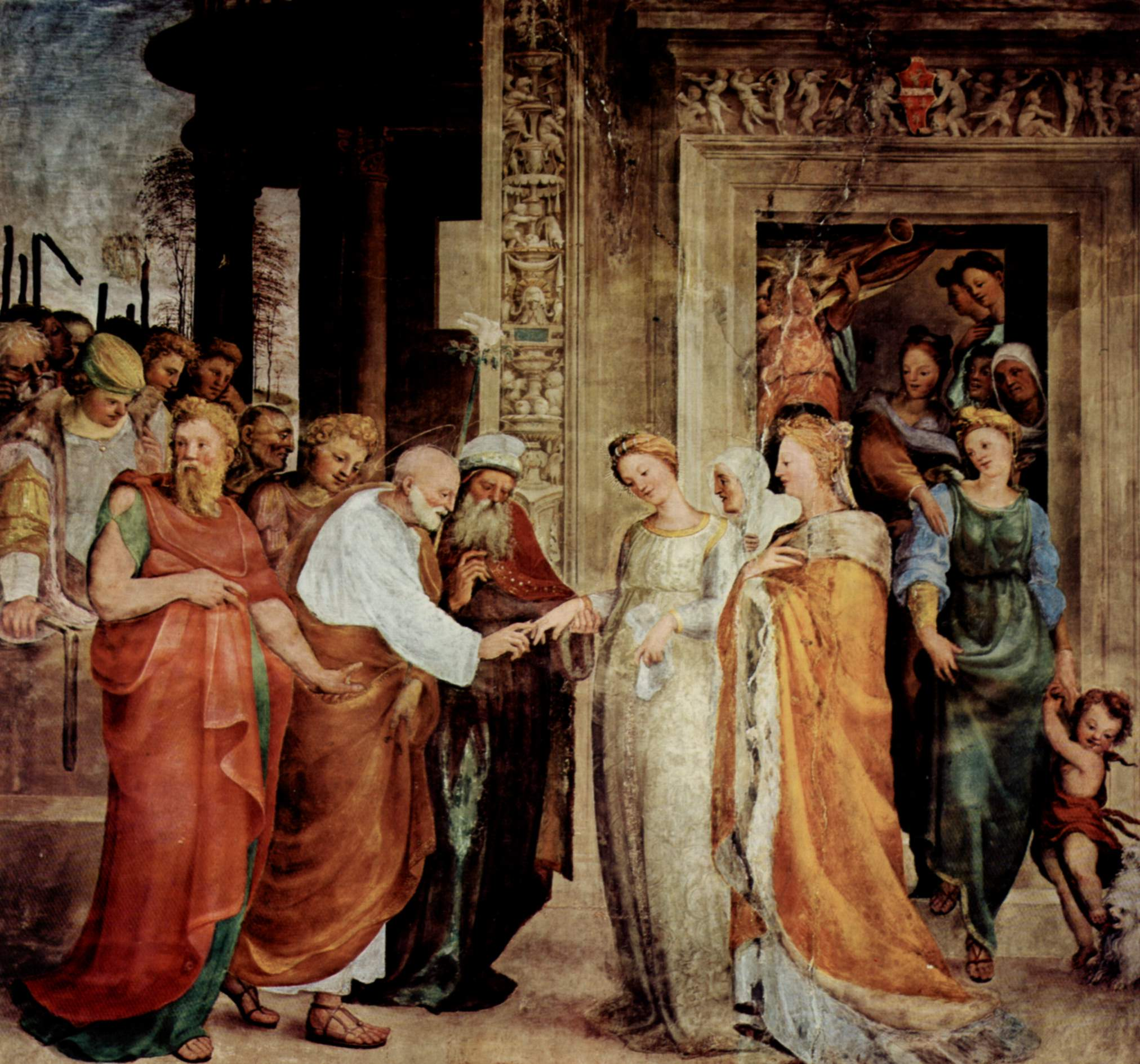
Domenico Beccafumi.
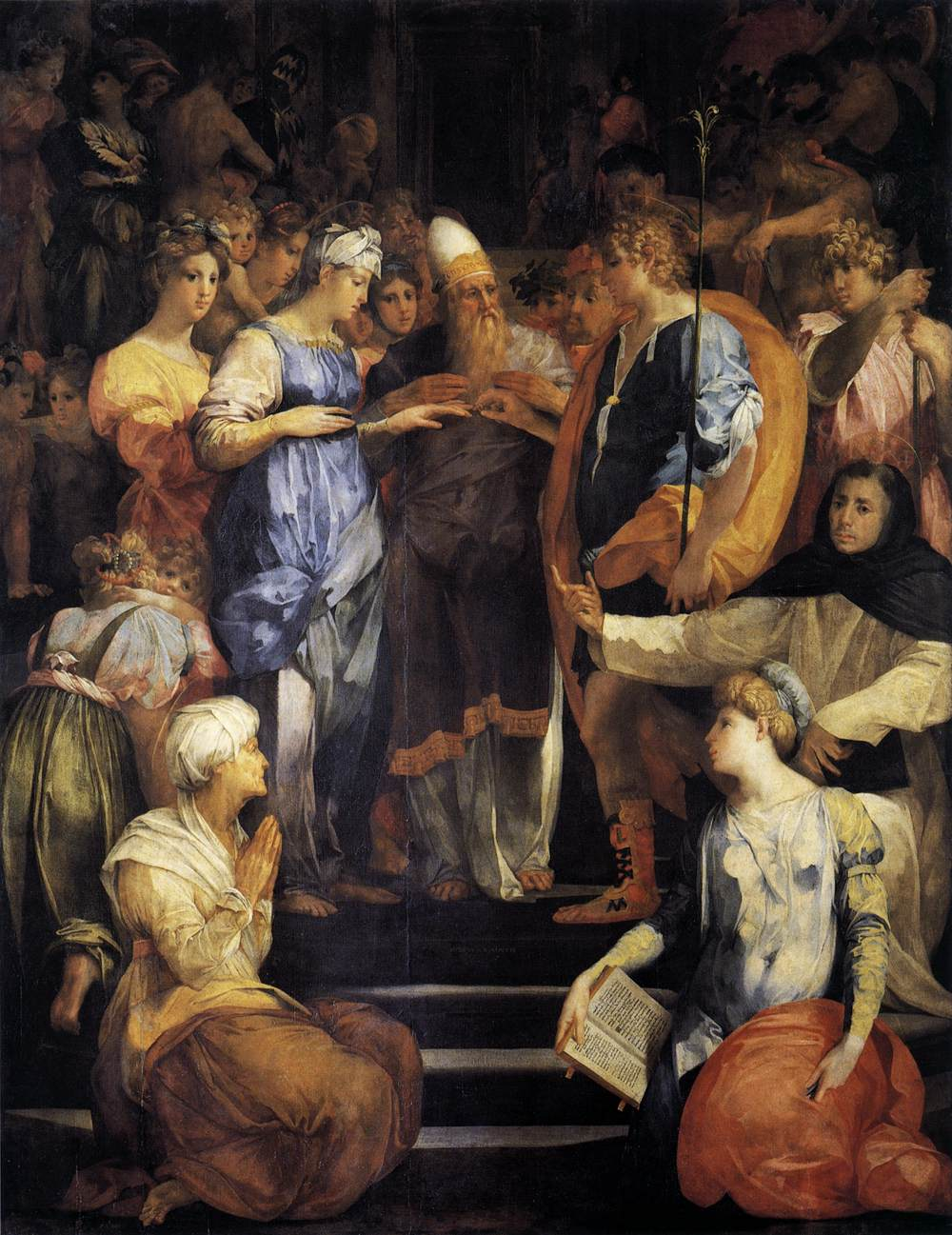
Rosso Fiorentino.
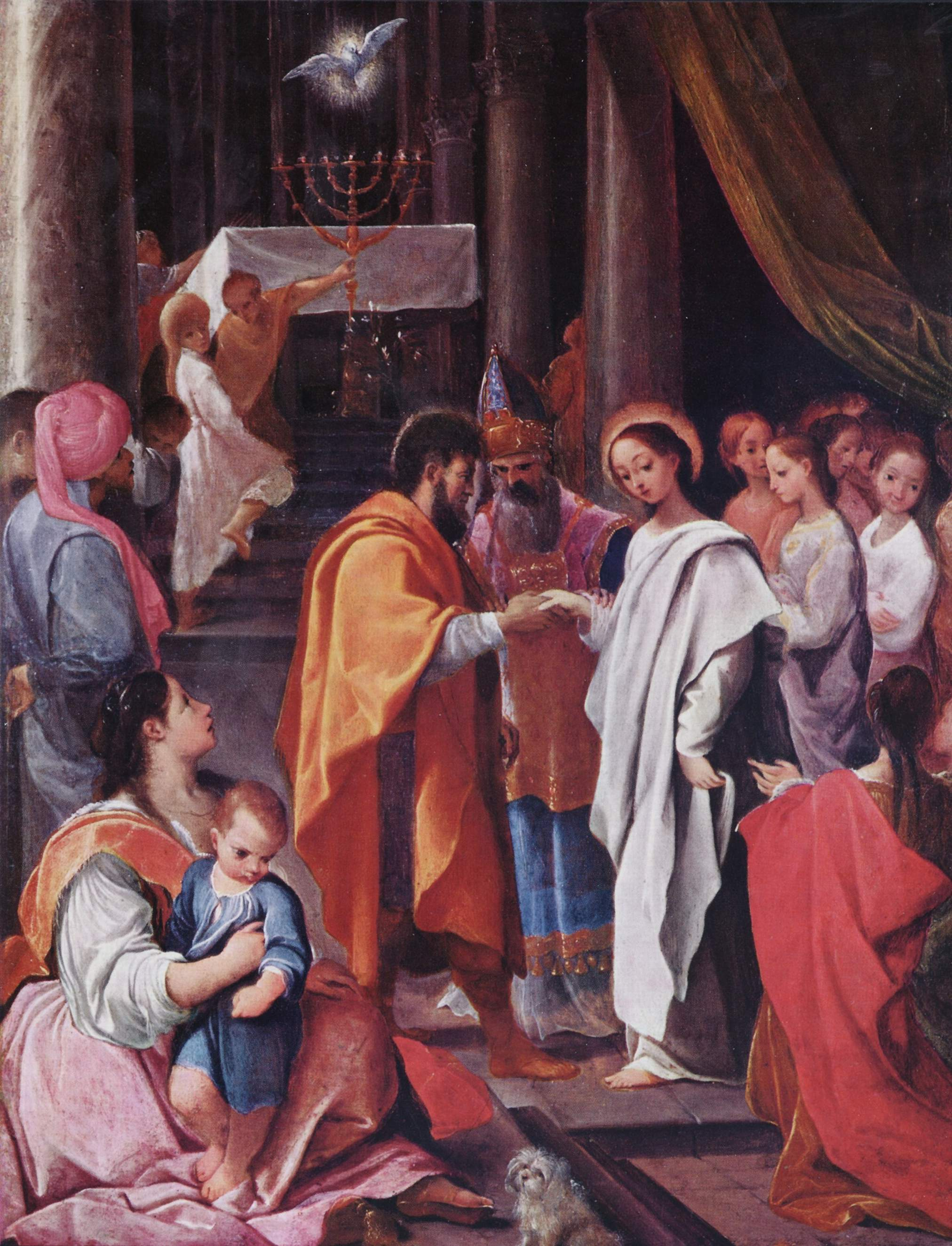
Carracci.
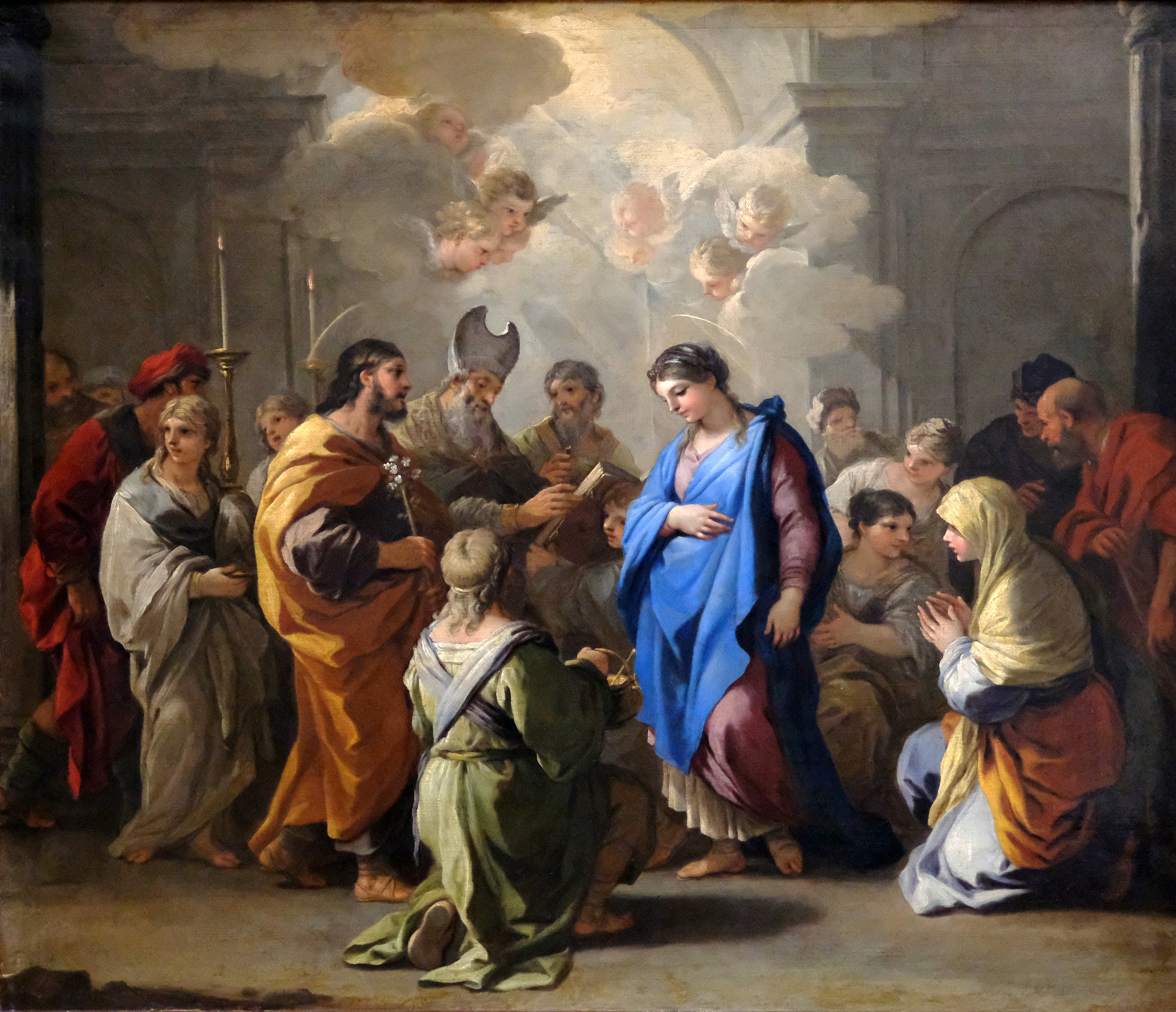
Luca Giordano.